# Hippoglossus stenolepis
El fletán del Pacífico (Hippoglossus stenolepis) es una especie de platija. Esta especie de pez plano de gran tamaño es originaria del Pacífico Norte y es pescada por pesquerías comerciales, pescadores deportivos y pescadores de subsistencia.

## Distribución
El fletán del Pacífico se puede encontrar en la plataforma continental del Pacífico Norte y del Mar de Bering. La pesca del fletán del Pacífico se concentra principalmente en el Golfo de Alaska y el Mar de Bering, frente a la costa oeste de Canadá. Además se reportan a menudo pequeñas capturas en las costas de Washington, Oregón y California. El fletán del Pacífico se divide en 10 áreas de gestión de regularidad.
El fletán es un pez demersal, que vive en el fondo del mar o cerca de él y prefiere temperaturas del agua que oscilan entre 3 a 8 °C (37,4 a 46,4 °F). El fletán del Pacífico pertenece a la familia Pleuronectidae. De noviembre a marzo, los fletanes maduros se concentran anualmente en zonas de desove a lo largo del borde de la plataforma continental a profundidades que van de 183 a 457 m (600 a 1500 pies).
Los fletanes son buenos nadadores y pueden migrar largas distancias. Fletanes de todas las edades y tamaños participan en una migración predominantemente en el sentido de las agujas del reloj (de noroeste a sureste) desde sus áreas de asentamiento (parte occidental del Golfo de Alaska y Mar de Bering), y los peces reproductores también realizan migraciones estacionales regulares desde zonas de alimentación más superficiales en verano a zonas de desove más profundas en invierno.

## Características

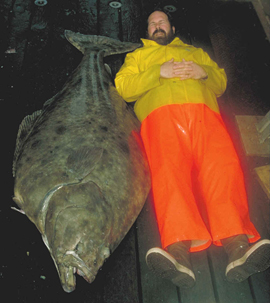
Ejemplar grande

El fletán del Pacífico tiene cuerpos en forma de rombo. Son más alargados que la mayoría de peces planos, siendo su ancho aproximadamente un tercio de su longitud. Tienen un arco alto en la línea lateral sobre la aleta pectoral y una cola en forma de medialuna, que los diferencia de otros peces planos. Pequeñas escamas están incrustadas en la piel. El fletán tiene ambos ojos en sus lado superior (de color oscuro). El color del lado oscuro varía, pero tiende a asumir la coloración del fondo del océano. La parte inferior es más clara y se parece más al cielo visto desde abajo. Esta adaptación de color permite que el fletán evite ser detectado tanto por presas como por depredadores. Son uno de los peces planos más grandes (sólo superados por el fletán del Atlántico, estrechamente relacionado), y pueden llegar a pesar hasta 500 lb (226,8 kg) y crecer hasta más de 8 pies (2,4 m) largo.

## Alimentación
Como son buenos nadadores, los fletanes pueden comer una gran variedad de peces, incluidos bacalao, rodaballo y abadejo, y algunos invertebrados, como pulpo, cangrejo y gambas . A veces, el fletán abandona el fondo del océano para alimentarse de peces pelágicos, como  salmón, lanza de arena y arenque.

## Longitud y peso

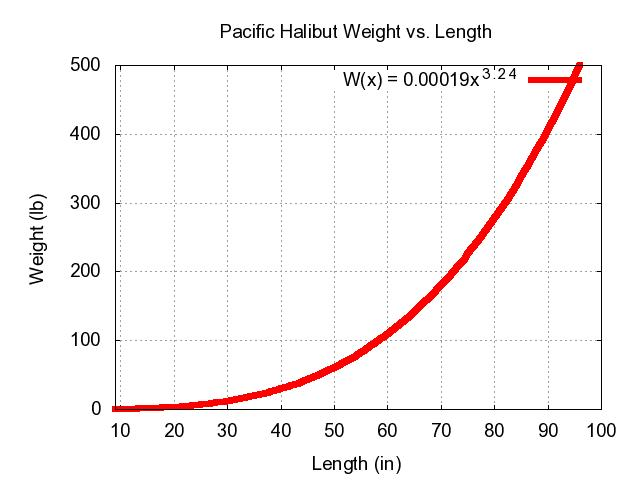

A medida que el fletán del Pacífico crece, aumenta de peso, no obstante la relación que hay entre longitud y peso no es lineal. La relación entre la longitud total (L, en el gráfico aparece en pulgadas) y el peso total (W, en libras) para casi todas las especies de peces se puede expresar mediante una ecuación de la forma:{\displaystyle W=cL^{b}\!\,}
Invariablemente, b estaría cerca de 3,0 para todas las especies, y c es una constante que varía entre especies. Una relación peso-longitud basada en un ajuste de mínimos cuadrados a los datos publicados en 2003 por la Comisión Internacional del Fletán del Pacífico (IPHC)  sugiere, para el fletán del Pacífico, c = 0,00018872 y b = 3,24.
Esta relación predice que un fletán del pacífico de 20 pulgadas (50,8 cm) pesará alrededor de 3 lb (1,4 kg), uno de 36 pulgadas (91,4 cm) pesará alrededor de 20 lb (9,1 kg) y uno de 58 pulgadas (147,3 cm) pesará alrededor de 100 lb (45,4 kg) .